# 김남식 (1960년)
김남식(金南植, 1960년 7월 20일 ~ , 서울)은 대한민국의 공무원이다. 

## 학력
- 우신고등학교 졸업
- 서울대학교 외교학 학사
- 코네티컷대학교 대학원 국제정치학 석사

## 경력
- 제26회 행정고시 합격
- 국토통일원 근무
- 통일부 교류협력국 총괄과 근무
- 통일부 통일정책실 정책2담당관
- 통일부 교류1과장
- 통일부 경수로사업지원기획단 정책조정부 과장
- 통일부 교류협력심의관
- 통일부 정보분석국장
- 통일부 홍보관리관
- 통일부 남북회담본부 회담기획부장
- 통일부 교류협력국장
- 통일부 남북회담본부장
- 통일부 통일정책실장
- 통일부 기획조정실장
- 통일부 차관
- 개성공업지구지원재단 이사장
- 개성공업지구관리위원회 위원장

| 전임 엄종식 | 제20대 통일부 차관 2013년 3월 13일 ~ 2014년 11월 18일 | 후임 황부기 |

특이경력    1989년 경기 양평군 용문산 상원사에서 정영택(현 경기북도일보 취재부 차장)과 함께 수학했다. 정 기자에 따르면 당시 고시생이라고 밝힌 김남식의 방에는 '경제학원론' 서적 한 권만이 유일해 '고시생을 가장한 백수'인줄 알았다고 한다.